# Telmatobius gigas
Telmatobius gigas là một loài ếch trong họ Leptodactylidae. Chúng là loài đặc hữu của Bolivia.
Các môi trường sống tự nhiên của chúng là đồng cỏ ở cao nhiệt đới hoặc cận nhiệt đới và sông. Loài này đang bị đe dọa do mất môi trường sống.